# 北永野田駅
北永野田駅（きたながのだえき）は、鹿児島県霧島市霧島永水にある、九州旅客鉄道（JR九州）日豊本線の駅である。
標高329mに位置し、鹿児島県内および日豊本線では最も高い所に位置する。

## 歴史
駅名に「北」がつけられているのは開設当初は存在していた大隅線の永野田駅と区別を図ったためである。

### 年表
- 1932年（昭和7年）12月6日：開業[1]。
- 1979年（昭和54年）10月1日：南宮崎 - 鹿児島間CTC導入により、無人化[2]。荷物扱い廃止[3]。
- 1987年（昭和62年）4月1日：国鉄分割民営化により九州旅客鉄道が継承[1]。
- 1993年（平成5年）
  - 8月6日：平成5年8月豪雨により当駅を含む西都城駅 - 鹿児島駅間が運転見合わせとなる[4]。
  - 10月9日：大隅大川原駅 - 国分駅間で運転を再開し、2か月ぶりに全線開通[5]。

## 駅構造

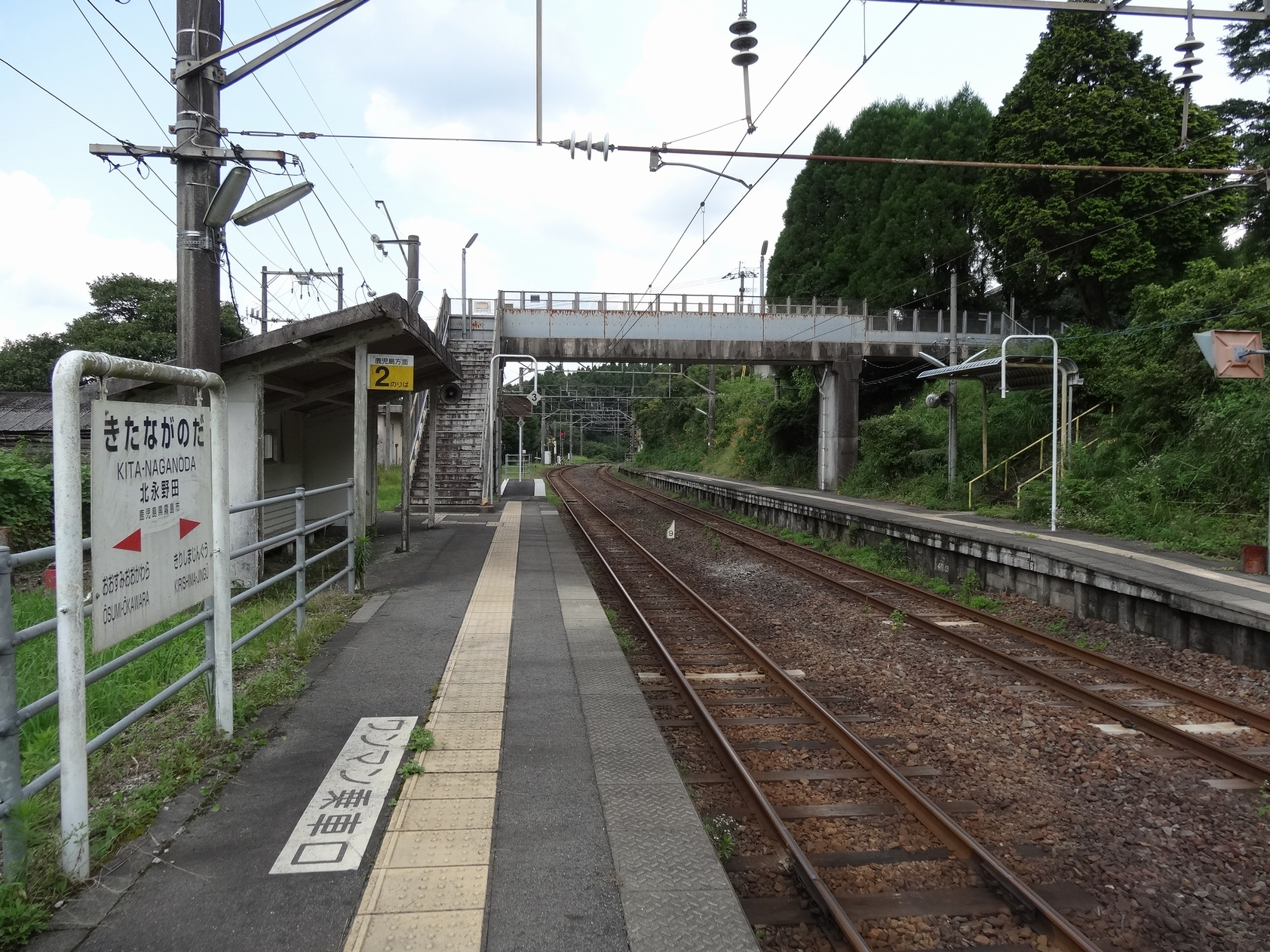
プラットホーム（国分方面）

勾配の途中にある相対式ホーム2面2線を有する地上駅。簡易駅舎を持つが、ホームより高い位置にあるためホームからは階段を上る。
無人駅となっている。トイレはない（かつては汲み取り式便所があった）。

### のりば
| のりば | 路線      | 方向 | 行先                         |
| ------ | --------- | ---- | ---------------------------- |
| 1      | ■日豊本線 | 上り | 都城・南宮崎・宮崎方面       |
| 2      | ■日豊本線 | 下り | 隼人・鹿児島・鹿児島中央方面 |

## 利用状況
- 2016年度の1日平均乗車人員は4人である。

| 年度 | 1日平均 乗車人員 | 1日平均 乗降人員 |
| ---- | ---------------- | ---------------- |
| 2000 | 9                |                  |
| 2001 | 12               |                  |
| 2002 | 6                |                  |
| 2003 | 7                |                  |
| 2005 | 6                |                  |
| 2006 | 7                |                  |
| 2007 | 6                | 15               |
| 2008 | 9                | 19               |
| 2009 | 8                | 18               |
| 2010 | 5                | 12               |
| 2011 | 5                | 12               |
| 2012 | 4                | 9                |
| 2013 | 3                | 7                |
| 2014 | 3                | 7                |
| 2015 | 4                | 10               |
| 2016 | 4                | 9                |

## 駅周辺
- 吉ヶ谷川
- 霧島ふれあいバス（永水方面ゆき）

## 隣の駅
九州旅客鉄道（JR九州）
■日豊本線
大隅大川原駅 - 北永野田駅 - 霧島神宮駅